# Općina Struga
Općina Struga (albanski: Komuna e Strugës, makedonski: Општина Струга) je jedna od 80 općina Sjeverne Makedonije koja se prostire na jugozapadu Sjeverne Makedonije. 
Upravno sjedište ove općine je grad Struga.

## Zemljopisne osobine
Općina Struga prostire na zapadnom dijelu kotline Ohridskog jezera.  Kotlinu zatvaraju planine, sa zapada je to Jablanica a sa sjevera Karaorman.
Općina Struga graniči s Albanijom na zapadu, te s teritorijem općine Centar Župa na sjeveru, s općinom Debarca na istoku, te s općinom Vevčani na zapadu.
Ukupna površina Općine Struga  je 483 km².

## Stanovništvo
Općina Struga  ima 55 749 stanovnika. Po popisu stanovnika iz 2002. nacionalni sastav stanovnika u općini bio je sljedeći; .

## Naselja u Općini Struga
Ukupni broj naselja u općini je 48, od njih su 47 sela i jedan grad Struga.

## Pogledajte i ovo
- Grad Struga
- Rijeka Crni Drim
- Ohridsko jezero
- Sjeverna Makedonija
- Općine Sjeverne Makedonije

## Vanjske poveznice
- Službene stranice općine Struga
- Općina Struga na stranicama Discover Macedonia